# Szulimán
Szulimán (kroatisch Suliman) ist eine ungarische Gemeinde im Kreis Szigetvár im Komitat Baranya. Sie liegt ungefähr zehn Kilometer nördlich von Szigetvár.

## Geschichte
Die erste urkundliche Erwähnung des Ortes unter dem Namen Szőlőmál stammt aus dem Jahr 1403.

## Sehenswürdigkeiten
- Römisch-katholische Kirche Szent Mihály arkangyal, erbaut im 19. Jahrhundert
- Szentháromság-Statue (Szentháromság-szobor)

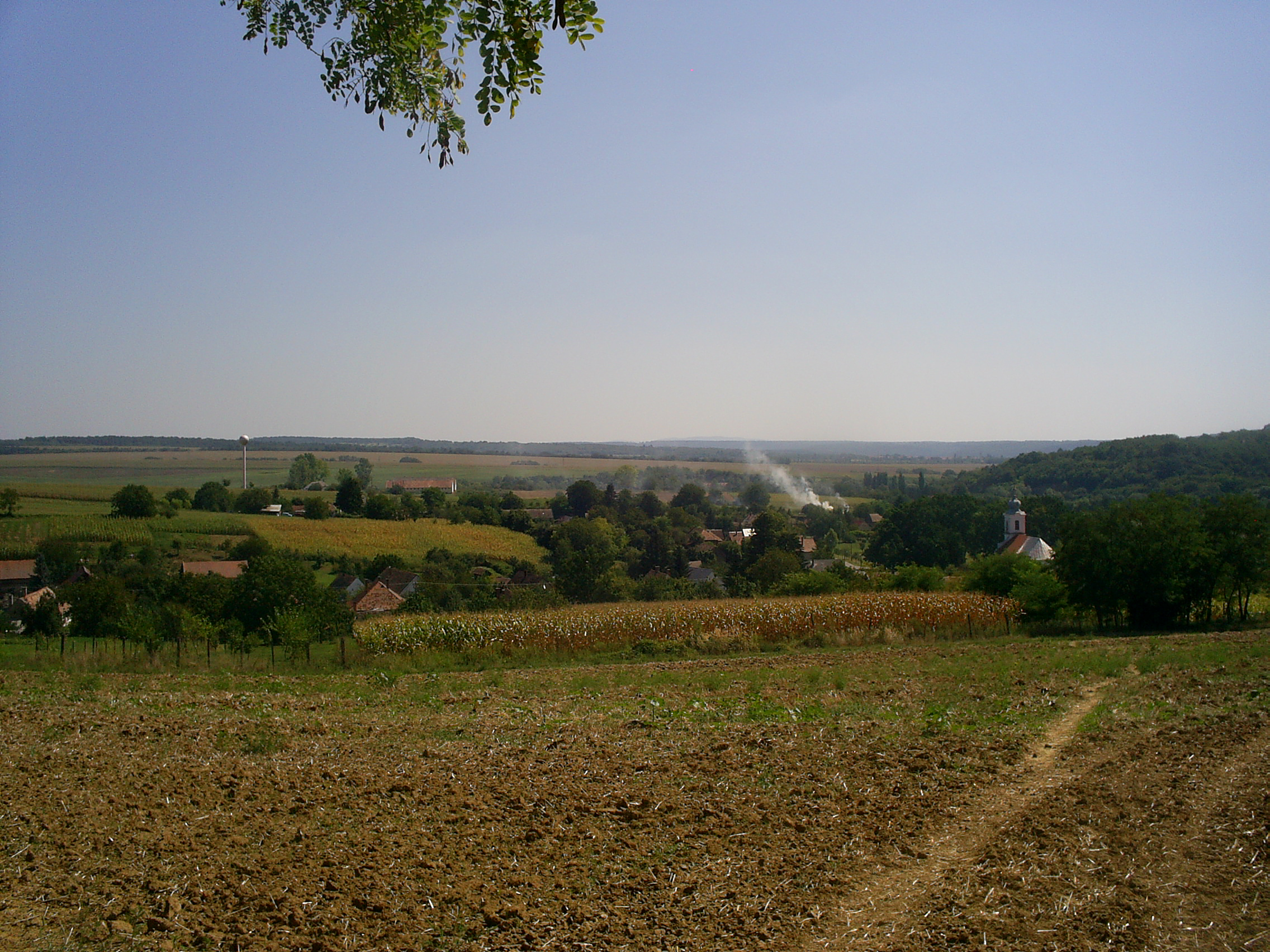
Blick auf Szulimán
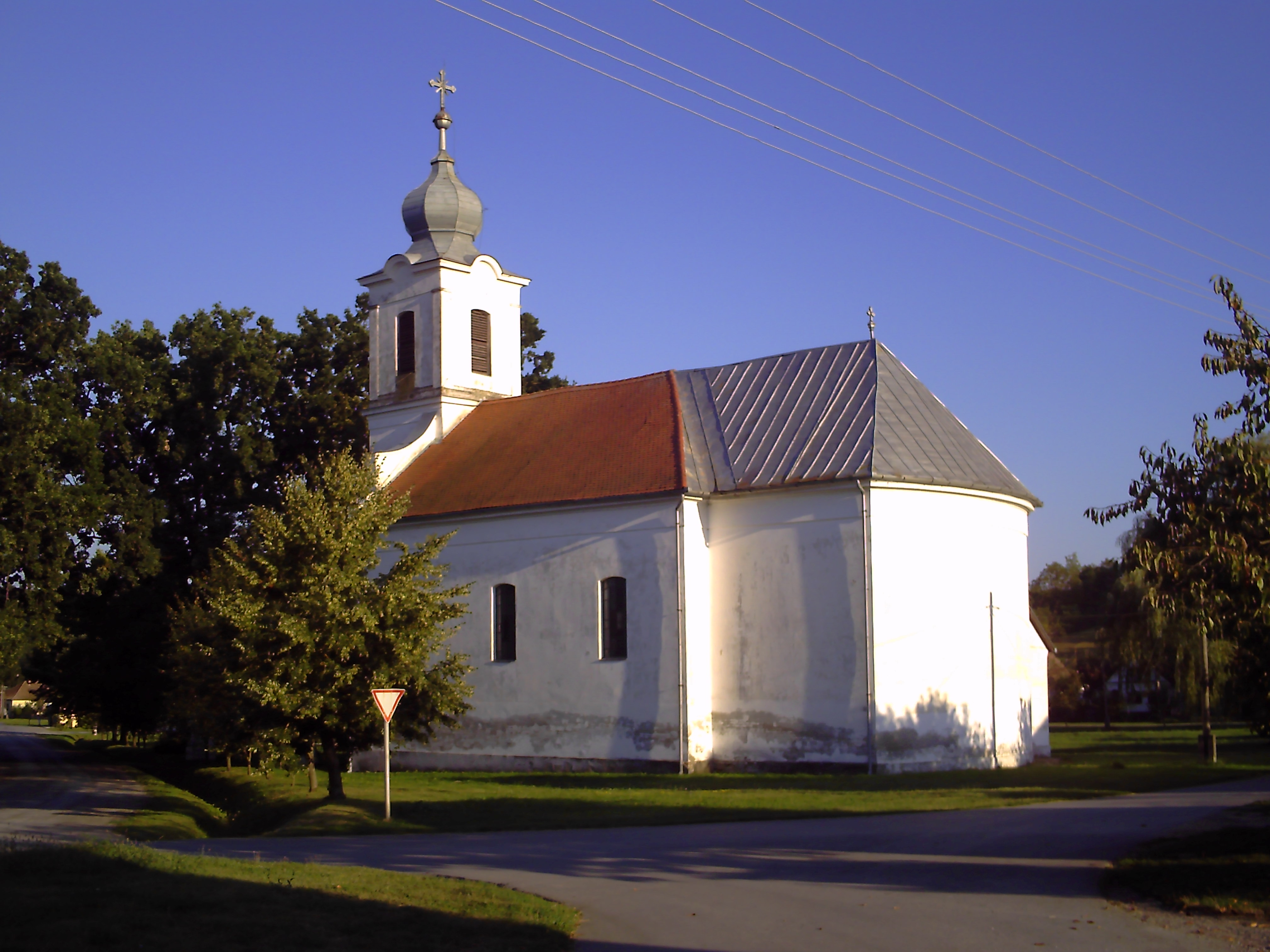
Röm.-kath. Kirche Szent Mihály arkangyal
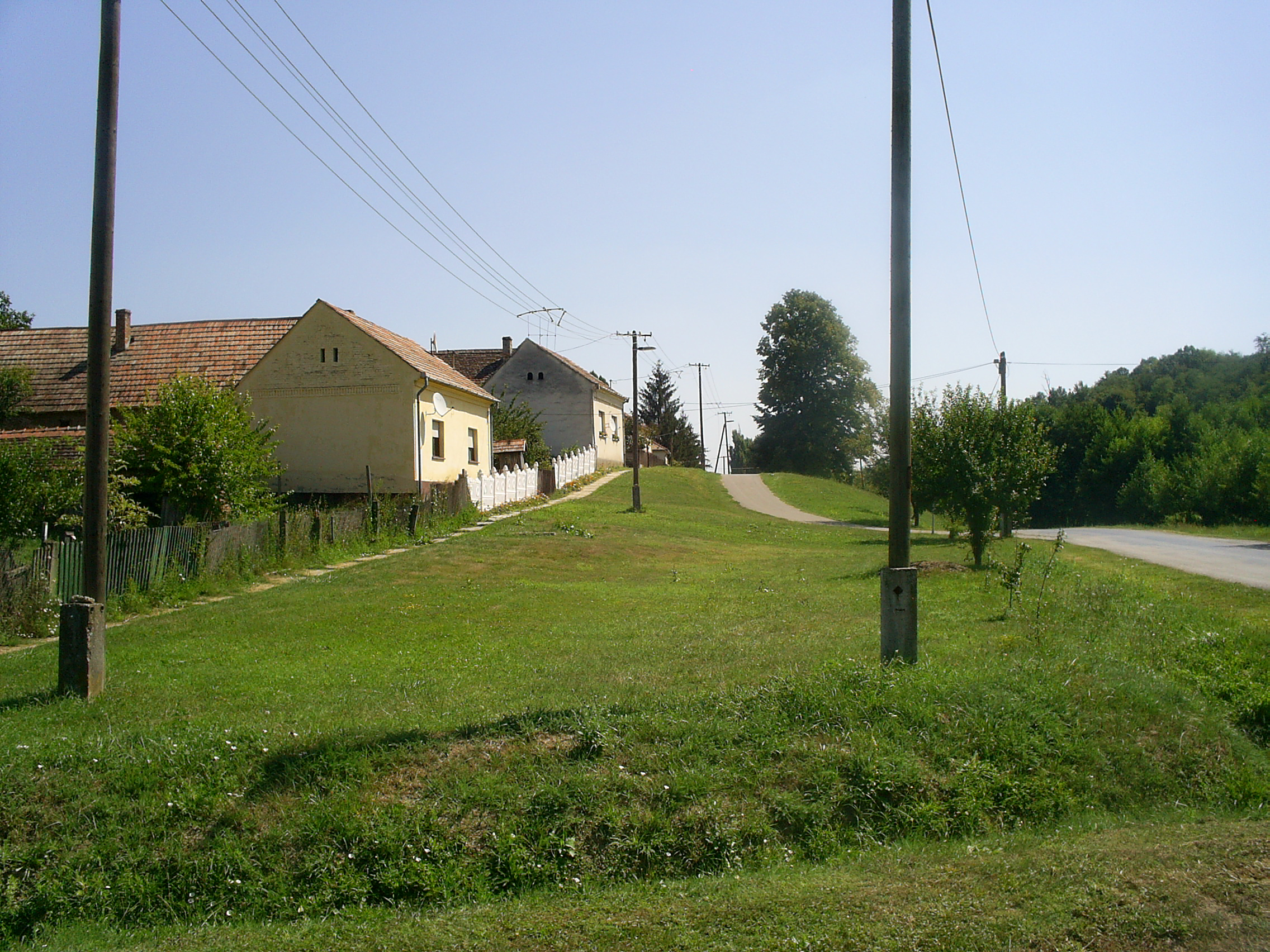
Kossuth Lajos utca
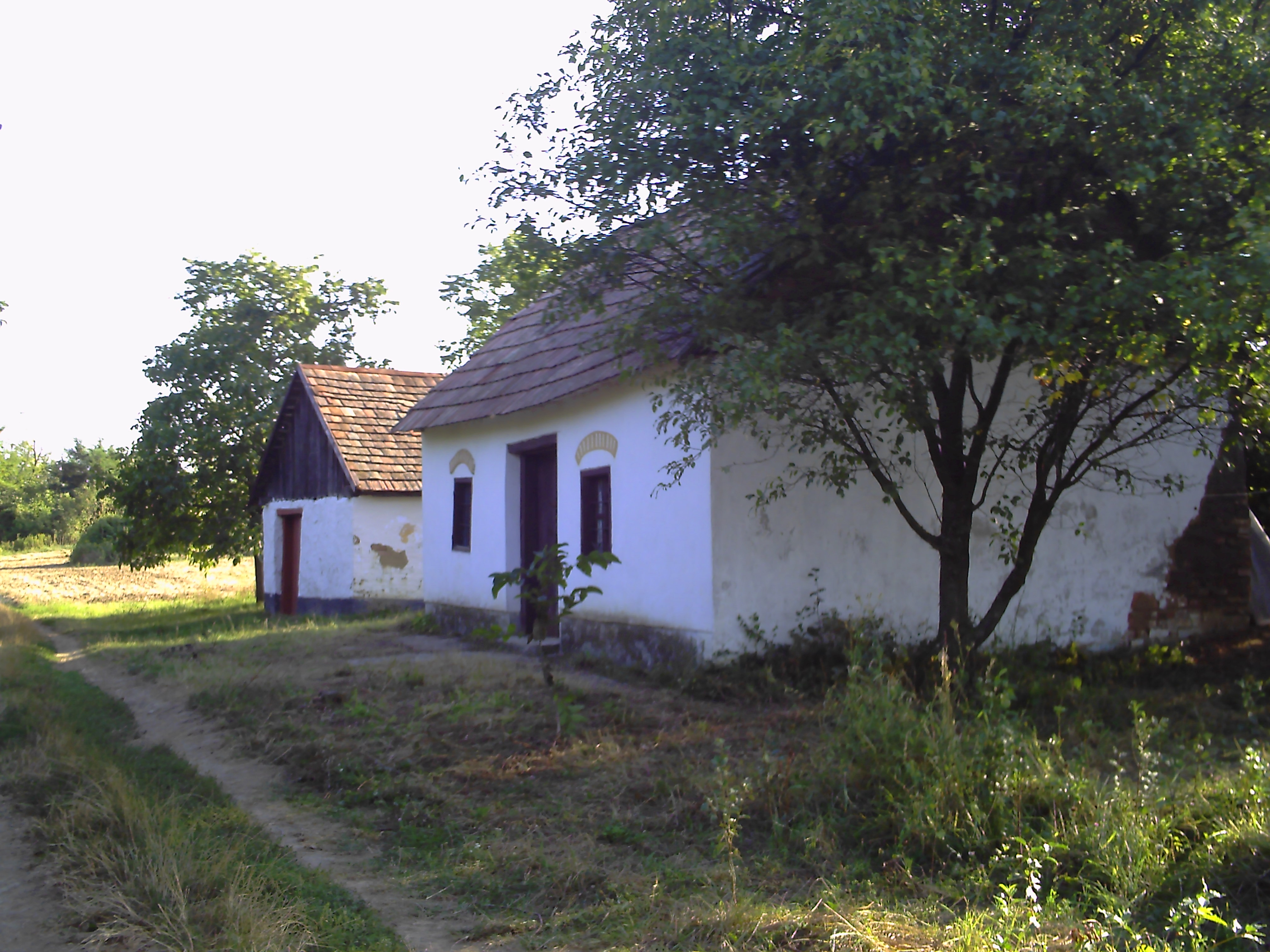
Presshäuser

## Verkehr
Einen Kilometer östlich von Szulimán verläuft die Hauptstraße Nr. 67. Von dort führt die Nebenstraße Nr. 66118 in die Gemeinde. Der nächstgelegene Bahnhof befindet sich in Szigetvár.